# 大醉俠
《大醉侠》為1966年出品的國語發音之有聲彩色武侠電影，邵氏公司出品，由胡金铨（本片中使用「金銓」名義）所執導，岳华、鄭佩佩、陈鸿烈、谷峰主演，该片被认为是香港新派武侠片的开山之作。
2011年，被香港康樂及文化事務署香港電影資料館選為「百部不可不看的香港電影」之一。

## 劇情
汪洋大盜“索命五虎”之二當家「玉面虎」殷中玉(陳鴻烈飾)脅持兩江提督之子高步青以求大虎逍遙法外,其妹「金燕子」女神捕高二小姐(郑佩佩饰)單騎救兄卻處處受挫,幸得「醉侠」范大悲(岳华饰)暗中相助下化險為夷。豈料范大悲師兄、化名了空的刁敬塘(楊志卿飾)竟與玉面虎狼狽為奸。范無可奈何,只得與了空上演一場生死決鬥.....

## 演員
| 演員   | 角色                 |
| 郑佩佩 | 金燕子               |
| 岳华   | 「大醉俠」范大悲     |
| 陈鸿烈 | 「玉面虎」殷中玉     |
| 李允中 | 「笑面虎」祖幹       |
| 杨志卿 | 「了空大师」刁敬塘   |
| 王衝   | 張步青（金燕子之兄） |
| 郝履仁 | 老和尚               |
| 沈澇   | 吳豹（玉面虎手下）   |
| 沈馮毅 | 侯尊（玉面虎手下）   |
| 王若平 | 白眼狼（玉面虎手下） |
| 袁小田 | 玉面虎手下           |
| 韓英傑 | 玉面虎手下           |
| 谷峰   | 玉面虎手下           |
| 趙雄   | 玉面虎手下           |
| 關應熾 | 玉面虎手下           |
| 潘迎紫 | 金燕子手下女兵       |
| 程小東 | 小和尚               |
| 成龍   | 大醉俠手下小乞丐     |